# Центральные кечуанские языки
Центральные кечуанские языки (кечуа I, кечуа B, центральные кечуа, уайваш; Waywash rimay) — ветвь кечуанских языков. Численность говорящих около 1,6 млн. Распространены на западе центральной части Перу и насчитывают 17 диалектов, объединяемых в 5 языков:
- анкашский кечуа (уайлай)
- уануку
  - уальягский кечуа
- яру
- уанкаский кечуа (уанка)
- уангаскар-топарá

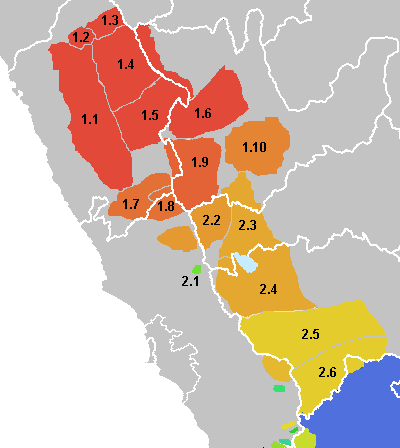
Центральнокечуанские языки

Языки этой ветви считаются наиболее архаичными, сохранившими большое количество черт прото-кечуа.